# Emmanuel Mayonnade
Emmanuel Mayonnade (Bordeaux, Új-Aquitania, 1983. június 12. –) francia kézilabdaedző. Jelenleg a francia Metz Handball vezetőedzője. Edzőként francia bajnok, míg a holland válogatottal világbajnok lett 2019-ben.

## Pályafutása
2006-ban, 23 éves korában kezdte edzői pályafutását, amikor átvette a Mios Biganos-Bègles irányítását. 2009-ben megnyerte a klub első hazai kupaaranyát, a döntőben a Metz csapatát legyőzve. 2010-ben őt választották hazájában az év edzőjének.
A következő szezonban a Mios-Biganos megnyerte a harmadik számú európai kupasorozatot, a Challenge Cup-ot, a döntőben a török Muratpaşa BSK csapatát legyőzve. Ezt követően a Mios-Biganos bassin d'Arcachon handball fuzionált a CA béglais Handball csapatával, Mayonnade azonban a jogutód klub, az Union Mios Biganos irányítását is elvállalta.
A Bègles-Bordeaux-Mios Biganos 2015 őszén történt csődje után Mayonnade a Metz Handball vezetőedzője lett, Jérémy Roussel utódjaként. Első idényében rögtön bajnoki címet szerzett, a 2015-2016-os szezonban pedig másodszor is az év edzőjének választották hazájában.
2016 decemberében 2019 nyaráig meghosszabbította a szerződését. A szezon végén bajnoki címet és kupagyőzelmet ünnepelhetett, a Bajnokok Ligájában pedig a negyeddöntőig jutott csapatával, ott a későbbi győztes Győri Audi ETO ellen esett ki a Metz. 2017 augusztusában harmadszor is az év edzőjének választották Franciaországban.
A 2017-2018-as szezonban sorozatban harmadszor nyert bajnoki címet a Metzcel és harmadszor is az év edzőjének választották.
2019 februárjában a holland női válogatott szövetségi kapitányává nevezték ki, 2019-ben világbajnoki címet nyert a csapattal. A 2021-re halasztott tokiói olimpián a negyeddöntőig jutott a válogatottal, majd szeptemberben bejelentették, hogy nem folytatja a munkát a holland csapattal.
2021-ben a Győri Audi ETO KC Danyi Gábor felmentése után Mayonnade-ot is csábította, ám a francia edző maradt a Metznél.

## Sikerei, díjai

### Edzőként
- Francia bajnok: 2016, 2017, 2018

- Francia Kupa-győztes: 2009, 2017

- Challenge Cup-győztes: 2011

- Világbajnok: 2019

Egyéni elismerés
- A francia bajnokság legjobb edzője: 2010, 2016, 2017, 2018